# Шамеля
Шамеля (Сульфатное) — бессточное горько-солёное озеро с залежами лечебных грязей в Сафакулевском районе Курганской области. Популярное место отдыха. Находится на северо-востоке Сарт-Абдрашевского сельсовета, в 5,5 км южнее села Мартыновка. Высота над уровнем моря — 172 м.
Памятник природы регионального значения Курганской области, площадь 102 га.
Зимой озеро не замерзает.

## Описание
Вода в озере минерализованная сульфатно-хлоридная натриевая, с повышенным содержанием брома. Минерализация 80-200 г/л. Запасы мирабилита в озере имеют промышленное значение.
На дне озера имеются залежи сульфидных иловых грязей. Структура грязи: грязевой раствор 49,7 %, кристаллический скелет 40,6 %, коллоидный комплекс 9,7 %.

## Фауна
В озере обитает рачок артемия.

## Туризм
Благодаря лечебным свойствам воды и грязи, озеро Шамеля популярно у неорганизованных отдыхающих. Концентрация соли в озеро Шамеля настолько высока, что выталкивающая сила не даёт полностью погрузиться в воду и можно лежать на поверхности. Здесь практически невозможно утонуть, как в Мёртвом море в Израиле.
Купаться в озере более 15-20 минут не рекомендуется. После чего необходим перерыв.
В 1770 году Петер Симон Паллас дал характеристику озера «великой Шимелей»:
«оно кругло, в поперечнике с полверсты, дно и берега состоят из чистого песку и росол очень солон, но когда его отварить, то с поваренною солью отседает много и главберовых головок;... осенью на нем множество алых водяных червей, и берега как бы песком покрыты сих насекомых яйцами, которые цветом и величиною подобны пещаному зерну. Озеро сие кажется имеет довольную глубину, и к варению соли было бы всех протчих способнее, ежели покажется надобным иметь здесь таковые заводы.».Петер Симон Паллас

## Путь к озеру
По федеральной автомобильной дороге Р254 «Иртыш»: повернуть на юг в сторону г. Щучье и ехать далее на юго-запад через Сухоборское, Сафакулево. Недоезжая Мартыновки повернуть на грунтовую дорогу в Петровку. Проехав 3 км, справа увидите озеро.